# 2023년 베를린 시의회 선거

베를린 시의회 선거 결과

2023년 베를린 시의회 선거는 베를린 시의원을 선출하기 위해 2023년 2월 12일 실시된다.

## 선거 이전
2022년 11월 17일 연방헌법재판소는 진행 절차에서 발생한 문제들이 투표권 행사를 방해하고 이후 의석 배분과 시정부 구성에 악영향을 끼쳤음을 인정해 선거 결과를 전면 무효화했다. 따라서 연방헌법재판소는 판결 이후 90일 이내에 재선거를 하라는 결정을 내렸는데, 이는 독일에서 절차상의 오류로 재선거가 실시된 첫 사례이다. 이를 전해 들은 프란치스카 기파이 시장은 판결을 존중한다는 짧은 입장을 표명했다.
선거를 앞두고 발표된 여론조사에서 시정부를 운영하고 있는 독일 사회민주당과 동맹 90/녹색당, 좌파당은 모두 2021년 선거보다 지지율이 하락한 반면, 야당인 독일 기독교민주연합과 독일을 위한 대안은 지지율이 상승했다. 특히 기민련은 사민당을 제치고 지지율 1위를 기록했다. 이러한 원인으로는 베를린 내 교육·교통 정책에 대한 불만은 물론 직전 선거 운영의 파행이 맞물린 결과란 해석이 나왔다.

## 여론조사
| 조사기관                                            | 의뢰기관                  | 조사기간        | 조사인원 | 사민 | 녹색 | 기민 | 좌파 | 대안 | 자민 | 기타 |
| --------------------------------------------------- | ------------------------- | --------------- | -------- | ---- | ---- | ---- | ---- | ---- | ---- | ---- |
| 조사기관                                            | 의뢰기관                  | 조사기간        | 조사인원 |      |      |      |      |      |      |      |
| 포르슝스그루페 발렌                                 | ZDF                       | 2023.2.8.~9.    | 1,059    | 21   | 17   | 25   | 11   | 10   | 6    | 10   |
| INSA                                                | 빌트                      | 2023.2.2.~9.    | 1,000    | 19   | 18   | 25   | 12   | 10   | 6    | 10   |
| 포르자                                              | 베를리너 차이퉁           | 2023.1.30.~2.3. | 1,005    | 17   | 18   | 26   | 12   | 10   | 5    | 12   |
| 포르슝스그루페 발렌                                 | ZDF                       | 2023.1.31.~2.2. | 1,151    | 21   | 18   | 24   | 11   | 10   | 6    | 10   |
| 인프라테스트 디마프                                 | ARD                       | 2023.1.30.~2.1. | 1,540    | 19   | 18   | 25   | 12   | 10   | 6    | 10   |
| 인프라테스트 디마프                                 | rbb/베를리너 모르겐포스트 | 2023.1.12.~16.  | 1,162    | 18   | 21   | 23   | 11   | 11   | 6    | 10   |
| INSA                                                | 빌트                      | 2022.12.12.~19. | 1,000    | 21   | 20   | 21   | 12   | 10   | 6    | 10   |
| 인프라테스트 디마프                                 | rbb/베를리너 모르겐포스트 | 2022.11.17.~21. | 1,179    | 19   | 22   | 21   | 11   | 10   | 5    | 12   |
| 인프라테스트 디마프                                 | rbb/베를리너 모르겐포스트 | 2022.9.13.~17.  | 1,173    | 17   | 22   | 21   | 12   | 10   | 6    | 12   |
| 인프라테스트 디마프 보관됨 2023-02-06 - 웨이백 머신 | rbb/베를리너 모르겐포스트 | 2022.3.16.~18.  | 1,170    | 20   | 21   | 20   | 12   | 8    | 8    | 11   |

## 선거 결과
베를린은 사민당이 22년간 시의회에서 1당을 차지할 정도로 높은 지지를 받는 지역이었으나, 이번 선거에서는 기민련이 28%의 득표율로 사민당을 누르고 1당에 올랐다. 사민당은 녹색당과 거의 비슷한 18%의 득표율을 얻었다. 이번 선거에서 사민당이 얻은 득표율은 제2차 세계 대전 이후 가장 낮은 수치이다.

베를린 시의회 지역구별 선거 결과

| 정당 | 정당                | 지역구  | 지역구 | 지역구 | 비례대표 | 비례대표 | 비례대표 | 의석 |
| 정당 | 정당                | #       | %      | 의석   | #        | %        | 의석     | 의석 |
| ---- | ------------------- | ------- | ------ | ------ | -------- | -------- | -------- | ---- |
|      | 독일 기독교민주연합 | 449,931 | 29.72  | 48     | 428,100  | 28.23    | 4        | 52   |
|      | 독일 사회민주당     | 301,736 | 19.93  | 4      | 278,978  | 18.40    | 30       | 34   |
|      | 동맹 90/녹색당      | 289,968 | 19.15  | 20     | 278,873  | 18.39    | 14       | 34   |
|      | 좌파당              | 186,363 | 12.31  | 4      | 184,954  | 12.20    | 18       | 22   |
|      | 독일을 위한 대안    | 136,366 | 9.01   | 2      | 137,810  | 9.09     | 15       | 17   |
|      |                     |         |        |        |          |          |          |      |
|      | 자유민주당          | 58,368  | 3.86   | -      | 70,416   | 4.64     | -        | -    |

### 연정 시나리오
극우 성향의 독일을 위한 대안 와의 협력은 다른 모든 원내 주요 정당들에 의해 배제되었다. 선거 전에 기독교민주연합와 자유민주당으로 대표되는 범 중도우파 계열 정당들은 좌파 계열 소수 야당들인 녹색당 및 좌파당과의 연합을 배제했다. 다만 기민당은 사민당과의 연정에 우호적인 입장을 취하고 있다. 사회민주당은 연정에 대한 명확한 입장을 표현하지 않았다. 녹색당은 사민당과 좌파당과의 연정을 지속하기를 원했습니다. 좌파당 또한 과거 사민당-녹색당-좌파당의 연정을 유지할것을 주장하며 사회민주당이 기독교민주연합과 연정을 하는것에 대하여 비판적인 입장을 표현했다.